# 马库斯·瓦斯迈尔

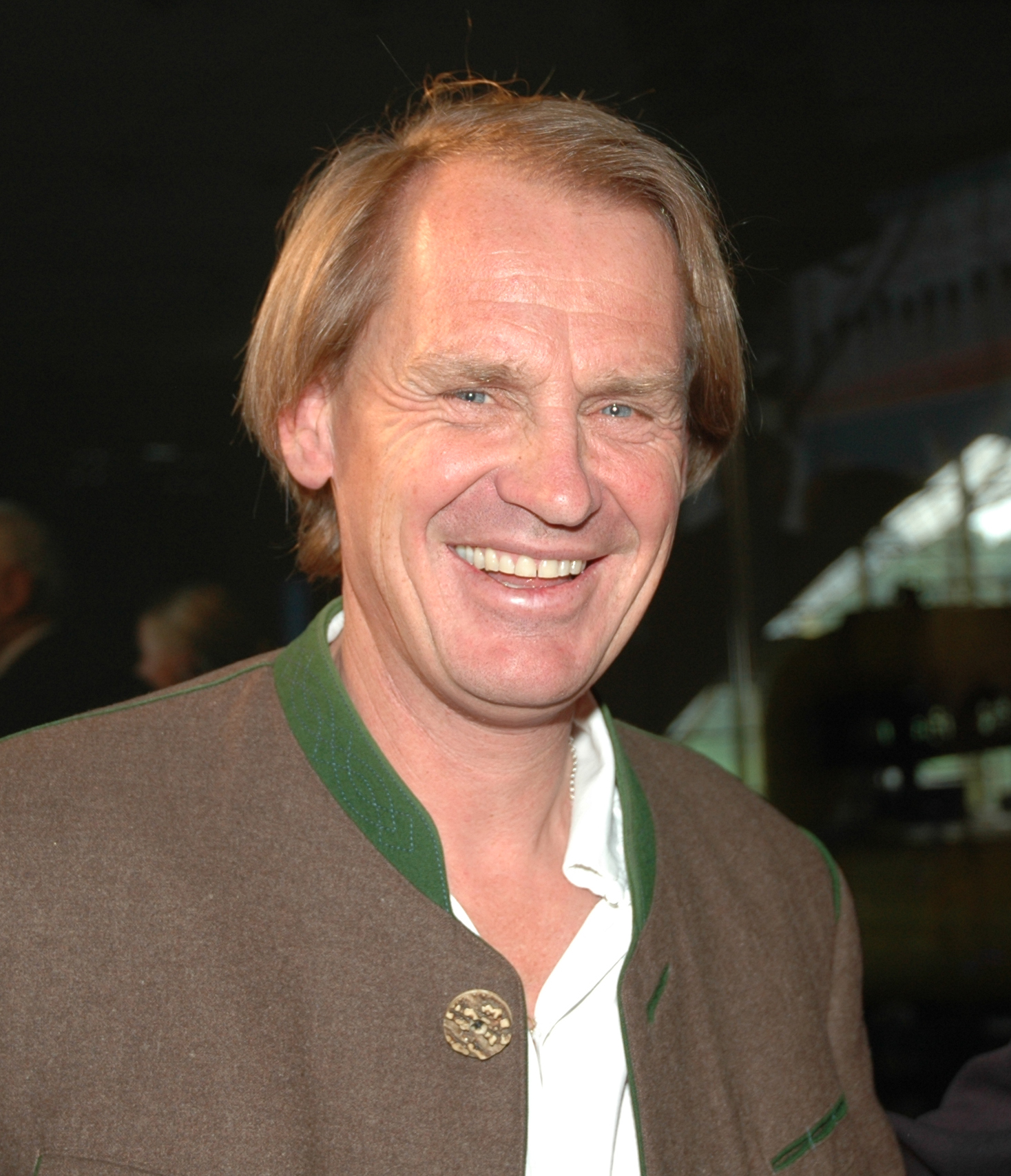
马库斯·瓦斯迈尔 (2013年)

马库斯·瓦斯迈尔（德語：Markus Wasmeier，1963年9月9日—），德国男子高山滑雪运动员。他曾代表西德和德国参加1988年、1992年和1994年冬季奥林匹克运动会高山滑雪比赛，获得二枚金牌。